# Широкий Берег
Широкий Берег (укр. Широкий Берег) — село,
Вольненский сельский совет,
Великописаревский район,
Сумская область,
Украина.
Код КОАТУУ — 5921280505. Население по переписи 2001 года составляло 82 человека.

## Географическое положение
Село Широкий Берег находится на левом берегу реки Ворсклица,
выше по течению на расстоянии в 0,5 км расположено село Ездецкое,
ниже по течению на расстоянии в 1 км расположено село Шурово,
на противоположном берегу — село Станичное.
Пойма реки заболочена, около села несколько заболоченных озёр.
Рядом проходит автомобильная дорога Т-1901.